# Nurul Amin

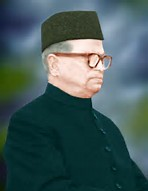
Nurul Amin (2017)

Nurul Amin (Urdu نور الامین‎; * 15. Juli 1893 im Dorf Shahbazpur, Brahmanbaria, Britisch-Indien; † 2. Oktober 1974 in Rawalpindi, Pakistan) war ein pakistanischer Politiker. Im Dezember 1971 war er Premierminister in Pakistan.

## Wirken
Nurul Amin war nach der Trennung des indischen Subkontinents 1947/48 bis 1952 Chefminister (Chief Minister) von Ostpakistan, dem heutigen Bangladesch. Bei den Parlamentswahlen 1970 eroberte er als einziges Nicht-Mitglied der siegreichen Awami-Liga einen Sitz in der Gesamtnationalversammlung. Amin gehörte von 1971 bis zu seinem Tod der Vereinigten Koalitionspartei an, deren Präsident er gleichzeitig war.

## Premierminister
Am 8. Dezember 1971 ernannte der damalige pakistanische Präsident Yahya Khan Nurul Amin zum Premierminister und beauftragte ihn, zusammen mit dem Vorsitzenden der westpakistanischen People’s Party Zulfikar Ali Bhutto ein Kabinett zu bilden. Anfang des Monats, kurz vor Ausbruch des Unabhängigkeitskrieges in Ostpakistan, hatte Bhutto noch erklärt, unmöglich mit Amin zusammenarbeiten zu können, ließ sich von Khan doch überreden.

## Ende der Präsidentschaft
Nachdem die westpakistanischen Soldaten bereits am 15. Dezember 1971 kapitulierten, musste die Verwaltung schon wieder ihre Tätigkeit einstellen. Staatspräsident Yahya Khan trat zurück und Zulfikar Ali Bhutto wurde zum neuen Staatspräsidenten und Militäradministrator vereidigt. Amin lehnte als Folge des Verlustes Ostpakistans die Annahme der Ministerpräsidentschaft ab und so blieb dieser Posten bis 1973 erneut unbesetzt, stattdessen wurde er Stellvertreter Bhuttos.